# Futaba Aoi
Futaba Aoi és un mangaka japonès, nascut a Tòquio (Japó). Part d'un duo format entre ell i Mitsuba Kurenai. Açò són el pseudònims usats per escriure històries extremes per a públic adult lectors del gènere Yaoi. Els noms reals són Sano Masaki i Watanabe Kyou. Este duo també treballa pel mercat del Doujinshi i ha publicat alguns doujinshis de les seues pròpies obres.

## Obres manga
- Level-C - Kairaku no Houteishiki (Level-C - Equation of pleasure)
- West End

### Masaki Sano&Kyou Watanabe
- Tokyo Guardian
- Fire Emblem
  - Fire Emblem Shiranhen/Soumeihen
  - goo Higashinihondaishinsai support Wallpaper FIRE EMBLEM
- Fire Emblem Gaiden
- Platinum
- GPX Grand prix exceed
- Gadget
- Z/ETA
  - Z/ETA (Drama CD)
- Shiranuimonogatari Hakatayouiki